# Absdorf
Absdorf je městys v rakouské spolkové zemi Dolní Rakousy, v okrese Tulln.
V roce 2021 zde žilo 2 229 obyvatel.

## Geografie

### Sousední obce
Na západě sousedí s Königsbrunn am Wagram, na severu leží Großweikersdorf, na východě sousedí se: Stetteldorf am Wagram, Hausleiten, Tulln an der Donau.